# シンデレラアカデミー
『シンデレラアカデミー』はTOKYO MXで放送されていたバラエティ番組。
“東京で一番可愛いアイドルを目指す”がキャッチフレーズのアイドルグループ「東京CuteCute」のメンバーが真のアイドルに成長する為、過酷な合宿に挑戦するドキュメントバラエティ。

## 概要
- 家具や家電製品などのない一軒家に共同生活（ガス・電気・水道、調理器具や調味料はある）視聴者からの贈り物で生活
- メンバー５人に支給される食費は１ヶ月１万円（食費としてのみ）
- 正式なメンバーは７名　中学生メンバー２名を除く５名が合宿に参加

シーズン１はメンバーが合宿所に連れて来られる所から始まり、何もない部屋で生活をスタート。その後、歌やダンス、貧乏生活を強いられ一流アイドルとしての修行期間となる。　
シーズン２はメンバーの合宿所に様々な先輩アイドルや芸人などをが講師として訪れ、一流アイドルになるための授業のようなものを行うものとなっている。

## 出演者
- 東京CuteCute：泉あいり、桜井りおな、清瀬虹絵、西 萌葉、永井ゆうひ、春日佳奈子、金本笑瑠
- #２ MARI[1]
- #３ 濱地毅[2]
- #10 小島よしお[3]
- #11 藍野律子[4]
- #14 アフィリア・サーガ[5]
- #15 ベボガ！（虹のコンキスタドール黄組）ぺろりん先生（鹿目凛）、水沢心愛、樋口彩[6]
- #16 カナリア ボン溝黒[7]
- #17 沖直実[8]
- #18 マジシャン-巳碧[9]
- #19 鈴木ふみ奈[10]
- #20 キンタロー。[11]
- #21 SUPER☆GiRLS（スパガ）宮崎理奈、志村理佳、渡邉幸愛[12]
- #22 生ハムと焼うどん　東理紗[13]
- #23 楽しんご[14]

## スタッフ
- 企画：佐々木洋平（PaniCrew）、大賀広道
- ナレーション：高地真吾
- 技術：アニキ
- 編集：萩原隆司
- MA：野宮 聡
- 音効：井上尚昭
- 衣装：オサレカンパニー
- 制作：塚本啓斗、矢内優華莉
- ディレクター：桝本武志、槇雄介、中島太一、真船 潤
- プロデューサー：竹田洋一、制野慎太郎、陣川友裕
- ゼネラルプロデューサー：佐々木洋平（PaniCrew）
- 制作協力：ABEAM
- 製作著作：GOODCHOICE ENTERTAINMENT